# Synixais
Synixais – rodzaj chrząszczy z rodziny kózkowatych i podrodziny zgrzypikowych. 

## Zasięg występowania
Przedstawiciele tego rodzaju występują w Azji Południowo-Wschodniej.

## Systematyka
Do Synixais należy 12 gatunków:
- Synixais anichtchenkoi
- Synixais apoensis
- Synixais argentea
- Synixais banksi
- Synixais fantii
- Synixais fuscomaculata
- Synixais luzonica
- Synixais mindoroensis
- Synixais notaticollis
- Synixais strandi
- Synixais sumatrensis
- Synixais willietorresi